# مدرسه دستور زبان
مدرسه دستور زبان (انگلیسی: Grammar school) یکی از چندین نوع مختلف مدرسه در تاریخ آموزش در بریتانیا و سایر کشورهای انگلیسی زبان است، در اصل مدرسه ای است که لاتین تدریس می‌کند، اما اخیراً یک مدرسه متوسطه با گرایش آکادمیک است.
هدف اصلی مدارس دستور زبان قرون وسطی آموزش زبان لاتین بود.